# Notoplax glauerti
Notoplax glauerti is een keverslakkensoort uit de familie van de Acanthochitonidae. De wetenschappelijke naam van de soort is voor het eerst geldig gepubliceerd in 1923 door Ashby.